# Devol
Devol – miasto w Stanach Zjednoczonych, w stanie Oklahoma, w hrabstwie Cotton.